# Магападма Нанда
Магападма Нанда (400 329 до н. е.) — засновник і перший цар династії Нанда.

## Життєпис
Був сином Маганандіна, останнього правителя з династії Шайшунага. Можливо його мати були з шудр, або це пізніша вигадка його ворогів. Є ще одна версія: Магападма Нанда був іноземцем, що розпочав кар'єру за Какаварни. Курцій Руф називає його сином куртизанки і цирюльника, що зумів звабити дружину Какаварни, вбити її чоловіка, стати регентом при спадкоємцях, занапастити їх теж і, нарешті, узурпувати вищу владу.
Сини Маганандіна від його інших дружин протистояли зростанню впливу Магападми Нанда, а той, у свою чергу, боровся з ними за престол.
Магападма Нанда завоював частину Калінги, центральну Індію, Ангу та верхню частину долини Гангу. Він був першим царем-шудрою Маґадги.
Почав переслідкування впливових родів кшатріїв Ікшваку, Каші, Панчала, Калінги, Куру. При цьому активно підтримував буддизм.